# Sein letzter Coup
Sein letzter Coup (Alternativtitel: The Opportunists – Kleine Ganoven, The Opportunists – Crime Pays; Originaltitel: The Opportunists) ist eine US-amerikanisch-britische Kriminalkomödie aus dem Jahr 1999. Regie führte Myles Connell, der auch das Drehbuch schrieb.

## Handlung
Der früher als Einbrecher aktive Mechaniker Victor Kelly führt eine Autowerkstatt. Er ist hoch verschuldet. Seine Freundin Sally Mahon bietet ihm finanzielle Unterstützung an, doch Kelly lehnt das Angebot ab.
Der mit Kelly verwandte Michael Lawler kommt aus Irland zu Besuch und überredet Kelly zu einem weiteren Einbruch. Die Männer haben zwei weitere Komplizen, Pat Duffy und Jesus Del Toro.
Nach einer intensiven Übungsphase kann Kelly tatsächlich den Tresor einer Sicherheitsfirma öffnen. Dabei wird er jedoch von Lawler versehentlich im Tresorraum eingesperrt und dadurch verhaftet.
Lawler flüchtet mit dem Geld, kehrt jedoch aufgrund von Gewissensbissen zurück und händigt Kelly die Beute aus. Dieser kann seine Schulden bezahlen und seine Beziehung zu Sally wieder kitten.
Da das der Sicherheitsfirma gestohlene Geld Schwarzgeld war, erfolgt letztlich keine Anzeige und Kelly bleibt ein freier Mann.

## Kritiken
Roger Ebert schrieb in der Chicago Sun-Times vom 11. August 2000, Christopher Walken gebe im Film eine seiner besten Darstellungen. Er spiele keinen bunten Charakter, sondern einen arbeitenden Menschen, der stets dieselben Fehler wiederhole. Die Filmstruktur sei eine „Billigversion“ des üblichen Heist-Movies.
Das Lexikon des internationalen Films schrieb, der Film sei ein „anspruchsvoller, vielversprechender Debütfilm in Form eines Independent-Thrillers“ und ein „Großstadtkrimi in Noir-Tönen, dem es weniger um vordergründige Action als um die Entwicklung nachvollziehbarer Charaktere“ gehe. Er lebe „vom schauspielerischen Potenzial seines Stars Christopher Walken“.

## Auszeichnungen
Myles Connell wurde im Jahr 2000 für den Gotham Award nominiert. Der Film wurde 2001 in der Kategorie der Independentfilme für den Preis Artios der Casting Society of America nominiert.

## Hintergründe
Der Film wurde in den USA in ca. 30 Kinos vorgeführt und spielte dort ca. 581 Tsd. US-Dollar ein.